# Luciano Fabro
Luciano Fabro (Torino, 20 noiembrie 1936 – Milano, 22 iunie 2007) a fost un artist conceptual și scriitor italian.

## Biografie
Autodidact, dupa o perioadă trăită la Udine unde a frecventat unele cercuri artistice s-a mutat la Milano in 1959. Incepe sa lucreze cu artiștii Piero Manzoni, Enrico Castellani  și Dadamaino. Prima expoziție personală a fost in 1965 la Galleria Vismara. 
La sfarșitul anilor '60 intră in grupul Arte Povera al lui Germano Celant apropiindu-se de preocupările artistice ale lui Michelangelo Pistoletto si expunând cu grupul la toate expozițiile incepând cu anul 1967 ref 1. În anii '70 are diverse inițiative menite să redea viață Casei Artiștilor din Milano. Ca direcție creativă, este interesat de relatia artistului contemporan cu trecutul ref 2.
In decada anilor '80 se dedică operelor ce abordează spațiul iar in deceniul succesiv va fi comisionarul unei serii de opere publice. Din 1983 devine profesor la Academia de Artă Brera ref 3.
Moare in 2007 in timp ce pregătea o expoziție la Muzeul de Arta Donnaregina (MADRE) din Napoli.
In 2008, Quadrienala de Artă de la Roma comemorează un an de la dispariția sa omagiindu-l prin expunerea sculpturii "Toamnă" iar catalogul expoziției are in deschidere un text despre artist.

## Sculpturi
Serii de lucrări:
- Italia
- Tautologie
- Picioare
- Habitat
- Cuier
- Curcubeu
- Toamnă

## Cărti publicate
- Lecturi paralele (1973-1975)
- Cuier (1978)
- Reguli ale artei
- Vademecum
- Luciano Fabro, Arta redevine Artă. Lectii și conferințe 1981 - 1997
- Art body

## Lucrări in muzee
Muzeul de Arta Contemporana Donnaregina MADRE din Napoli